# Prosegur
Prosegur ist ein weltweiter Sicherheitsdienstleister mit Sitz in Madrid. Das Unternehmen ist in 24 Ländern auf 5 Kontinenten vertreten. In Deutschland agiert Prosegur mit drei rechtlich selbständigen GmbHs, jeweils mit Hauptsitz in Ratingen bei Düsseldorf: Prosegur Cash Services Germany GmbH (Marktführer im Geld- und Werttransport), Prosegur SIS Germany GmbH (Errichter von Sicherungstechnik) und Prosegur Services GmbH (interner Dienstleister für die deutschen Prosegur-Schwestern).

## Prosegur International
Prosegur wurde 1976 durch Herberto Gut in Madrid gegründet. Auch heute noch ist Prosegur mehrheitlich in Familienbesitz. 1987 erfolgte der Börsengang an der Madrider Wertpapierbörse.
Das Unternehmen beschäftigt über 175.000 Mitarbeiter weltweit und ist auf 5 Kontinenten präsent, nämlich in Europa (Deutschland, Spanien, Frankreich, Luxemburg, Portugal und Türkei), Lateinamerika (Argentinien, Brasilien, Chile, Costa Rica, El Salvador, Guatemala, Honduras, Nicaragua, Kolumbien, Mexiko, Paraguay, Peru und Uruguay), Afrika (Südafrika) und Australien. In Asien ist Prosegur in Singapur (mit den Unternehmen Prosec und Aexis der Prosegur-Gruppe), China, Philippinen und Indien (über ein Joint Venture mit SIS, einem der führenden Sicherheitskonzerne Asiens) tätig. Auf internationaler Ebene bewegt sich Prosegur hauptsächlich in drei Geschäftsfeldern: Geschäftsbereich Cash (Geld- und Werttransporte), Geschäftsbereich Security (Wachdienste und Personenschutz, integrierte Sicherheitslösungen für Unternehmen, Notruf- und Serviceleitstelle) sowie Geschäftsbereich Alarms (Alarmanlagen für Privathaushalte). 2016 erzielte Prosegur einen Gesamtumsatz von rund 4.291 Millionen Euro und konnte mehr als 400.000 Unternehmen und Privathaushalte zu den Kunden zählen.

## Prosegur in Deutschland

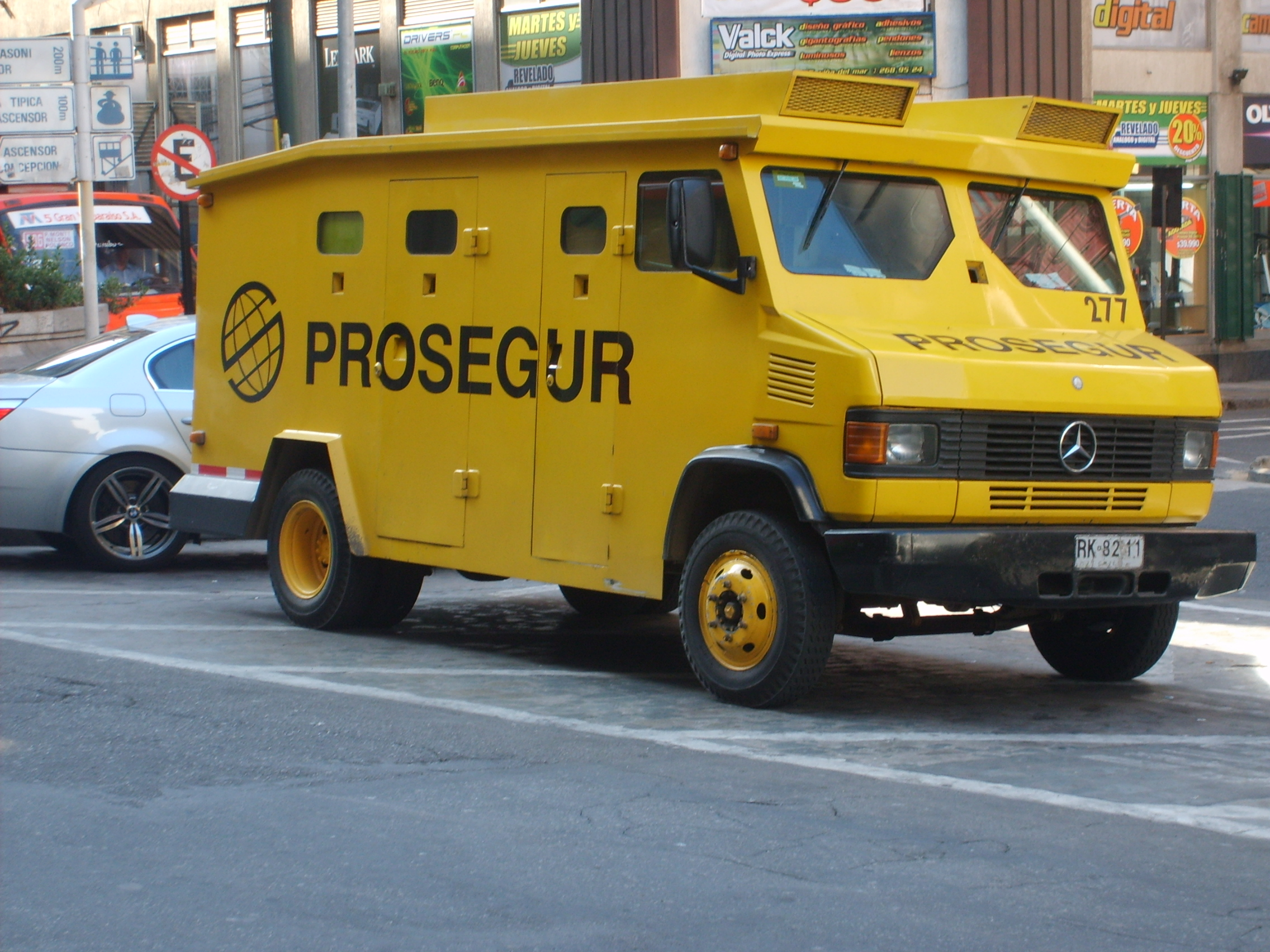
Mercedes-Benz T2

Das Unternehmen wurde 2006 als SecurLog gegründet und firmiert seit April 2012 als Prosegur. Es beschäftigt derzeit etwa 4.000 Mitarbeiter an bundesweit 31 Standorten.
Alle Niederlassungen von Prosegur sind nach der DIN 77200 „Anforderungen an Sicherungsdienstleistungen“ zertifiziert. Darüber hinaus werden jährliche Audits zur Einhaltung der Prüfsäulen der Bundesvereinigung Deutscher Geld- und Wertdienste (BDGW), bei welcher Prosegur ordentliches Mitglied ist, durchgeführt. Die Prüfung gemäß der Norm umfasst Cash-Handling, Buchhaltung, Kontenführung, EDV, Wirtschaftlichkeit, organisatorische Strukturen, Planungsabläufe, Betriebsmittel, Personalqualifikation und die transparente Darlegung von Angebotskalkulationen.

## Dienstleistungen
- Automatisierte Bargeldprozesse: Bereitstellung der Technik für einen geschlossenen Bargeldkreislauf mit dem Ziel, dass beim Kunden der manuelle Kassenabschluss entfallen und der Umsatz in Echtzeit ermittelt werden kann.
- Cash Management und SB-Geräte-Services: Erbringung eines Full-Service für Geldautomaten und SB-Geräte inklusive technischem Service. Außerdem Analyse der Geldströme in den Geräten und Monitoring; Sicherstellung der Liquidität am Gerät.
- Geldlogistik und -bearbeitung: Abholung, Transport und Auslieferung von Bargeld, Zählung des abgeholten Geldes, Echtheitsprüfung, Einzahlung auf das Kundenkonto, Track&Trace Funktion für den Kunden.
- Wertelogistik: Abholung und Auslieferung von wertvollen Gütern wie Schmuck, Edelmetallen und Fremdwährungen.
- Kurierlogistik: Abholung und Auslieferung von Belegmaterial und Datenträgern.
- Sicherheitslösungen: Beratung, Planung, Installation und Wartung von Gefahrenmeldeanlagen wie Einbruch-, Brand- und Videoüberwachungsanlagen, Zutritts- und Zufahrtskontrollsystemen, Freigeländeüberwachung, Betrieb einer Notruf- und Serviceleitstelle.

## Geschichte

Altes Logo von SecurLog bis zur Umfirmierung

Mit Übernahme eines Großteils der Niederlassungen und Mitarbeiter der insolventen Heros-Gruppe durch die US-Beteiligungsgesellschaft MatlinPatterson wurde die SecurLog GmbH im Mai 2006 gegründet. Im September 2006 erwarb SecurLog die W.I.S. Werttransport GmbH & Co. KG.
Im Juli 2007 fusionierte SecurLog mit dem Kasseler Dienstleister DBI Wertdienste. Am 30. Dezember 2011 wurde SecurLog von Prosegur übernommen.
Im Februar 2013 übernahm Prosegur das deutsche Geld- und Werttransportgeschäft von Brink’s, welches nach der erfolgten Freigabe durch das Bundeskartellamt am 9. Dezember 2013 sukzessive in das bestehende Netzwerk integriert wurde. Am 19. Februar 2014 wurde die Chorus Security Service GmbH & Co. KG aus Trier erworben und in Prosegur Trier GmbH & Co. KG umfirmiert. Mit dem Kauf von Chorus wurde auch eine Lizenz zum grenzüberschreitenden Werttransport in das benachbarte Luxemburg erworben.

## Prosegur Stiftung
Die Prosegur Stiftung ist eine gemeinnützige Organisation, welche das soziale und kulturelle Engagement von Prosegur bündelt. Sie will einen Beitrag zum Aufbau einer gerechteren Gesellschaft leisten. Die Organisation arbeitet in den Ländern, in denen Prosegur tätig ist. Sie engagiert sich unter anderem in den Bereichen Bildung, Integration behinderter Menschen sowie Hilfe für benachteiligte Kinder. So erhalten beispielsweise 11.000 Schulkinder in Asien und Lateinamerika jedes Jahr Schulmaterial und 1.200 Personen bekommen jährlich Talent-Stipendien. Bei Naturkatastrophen wie Erdbeben unterstützt die Prosegur Stiftung die Opfer.